# أغار شوكلاتي

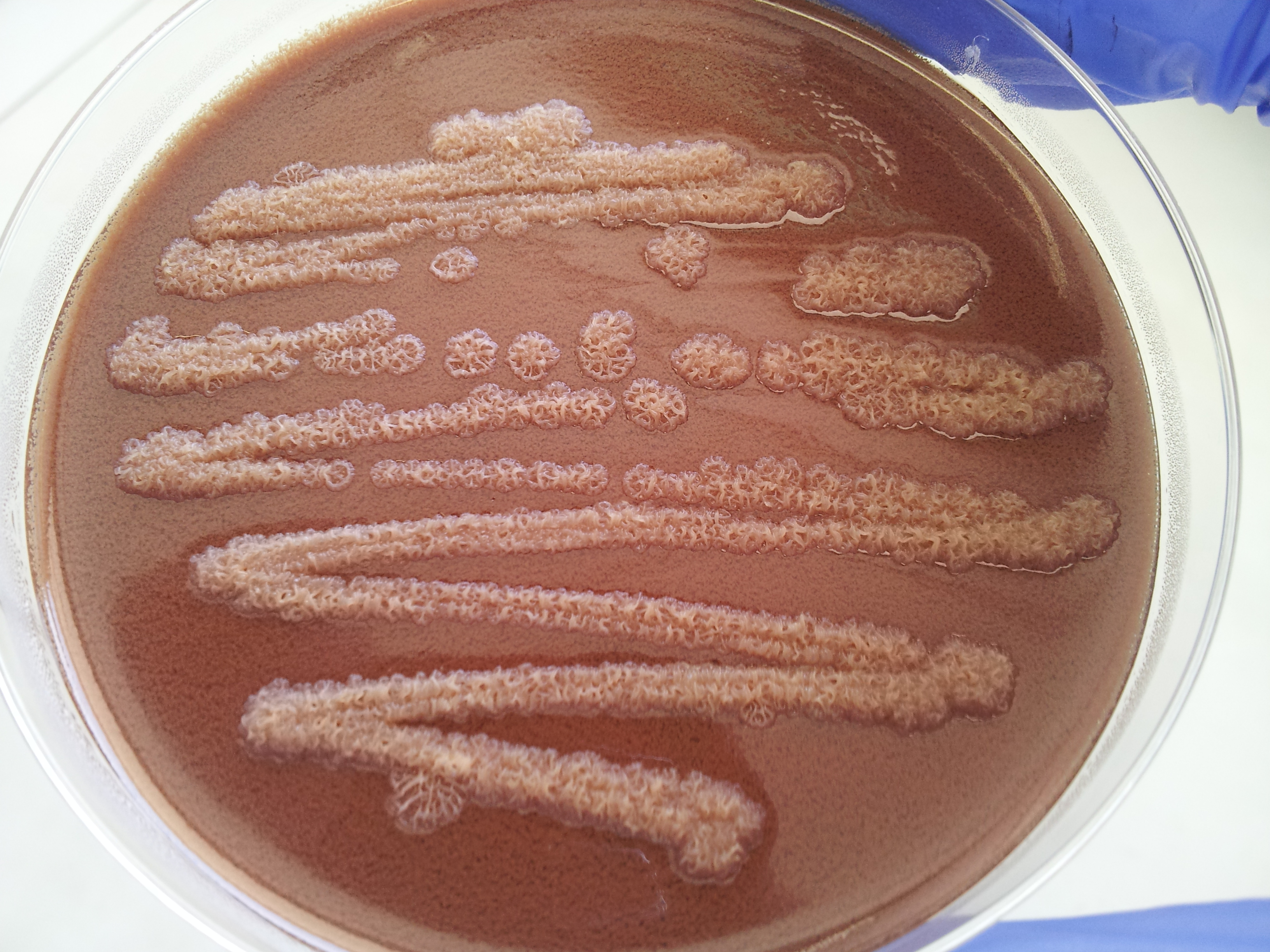
صورة تبيّن الأغار الشوكلاتي

الأغار الشوكلاتي هو مستنبت لاانتقائي مُغْنَى يستخدم لعزل العوامل الممرضة كالجراثيم. ويعتبر الغراء (الأغار) الشوكلاتي أحد أنواع الاغار المدمّى، حيث يتميز الأغار الشوكلاتي بوجود كريات الدم الحمراء التي تحللت جدرانها وذلك تحت تأثير التسخين البطيء بدرجة 80o، يستخدم الأغار الشوكلاتي كوسط زرعي للبكتيريا التي تصيب الجهاز التنفسي مثل المستدميّة النزلية والنيسيريات السحائية.

## الأنواع
يوجد نوعين رئيسين من الأغار الشوكلاتي يختلفان بنوع المادة المضافة:
- عند إضافة الباستيرين للأغار يصبح وسط انتقائي لجنس المستدميات من الجراثيم.
- أما النوع الأخر الذي يدى وسط ثاير_مارتين يتميز باجتوائه على مجموعة من الصادات الحيوية التي تجعله انتقائياً تجاه النيسيريات.

## التركيب
يتألف الأغار الشوكلاتي من المكونات التالية:
| المكون                  | نسبة الإضافة (مقدرة بالغرام لليتر) | وظيفة المكون                                                          |
| ----------------------- | ---------------------------------- | --------------------------------------------------------------------- |
| خلاصة لحم البقر         | 15 غرام                            | مصدر التغذية للجراثسم بغناه بلأحماض الأمنية والبيبتيدات               |
| دقيق (نشاء) الذرة       | 1 غرام                             | مصدر الطاقة للجراثيم باحتوائه على السكريات                            |
| كلوريد الصوديوم         | 5 غرام                             | يحافظ على الضغط الحلولي ضمن الوسط                                     |
| ثنائي فوسفات البوتاسيوم | 4 غرام                             | درائ حمضي ل ph (باهاء) الوسط                                          |
| أحادي فوسفات البوتاسيوم | 1 غرام                             | درائ حمضي ل ph (باهاء) الوسط                                          |
| محلول الهيموغلوبين      | 0.5 غرام                           | مصدر الحديد والعناصر المغذية الأخرى للجراثيم                          |
| أنزيمات مساعدة          | 10 ميليغرام                        | تساعد على تحديد مسار الطرق الاستقلابية للجراثيم                       |
| إشنة الأغار             | 10 غرام                            | عامل ممسك ومصلب للوسط حيث يحوله من الوسط الحلولي لوسط صلب مناسب للزرع |

قد تختلف التركيزات الدقيقة لهذه المكونات قليلاً اعتمادًا على التركيبة المحددة المستخدمة في مختبرات أو شركات تصنيع مختلفة.

## لمحة تاريخية
وثِّقَ استخدام الدم الخاضع للتسخين وسطاً زرعياً لأول مرة من قبل كوهين وفيتزجيرالد في عام 1910 ثم من قبل الدكتورة أولغا بوفيتسكي ضمن مكتب مختبرات إدارة الصحة في مدينة نيويورك، وترجع تسميته بالأغار "الشوكولاتي" نتيجة اللون البني الناتج عن التركيز العالي للدم الساخن ضمن الوسط واستخدم المصطلح من قبل وارن كرو لأول مرة في عام 1915.